# Ебрайхсдорф
Ебрайхсдорф (нім. Ebreichsdorf) — місто в Австрії, у федеральній землі Нижня Австрія.
Входить до складу округу Баден. Населення становить 10942 особи (на 1 січня 2018 року). Займає площу 43,2 км². Офіційний код — 3 06 07.